# Habenaria novaehiberniae
Habenaria novaehiberniae är en orkidéart som beskrevs av Rudolf Schlechter. Habenaria novaehiberniae ingår i släktet Habenaria och familjen orkidéer. Inga underarter finns listade i Catalogue of Life.